# San Cipirello
San Cipirello – miejscowość i gmina we Włoszech, w regionie Sycylia, w prowincji Palermo.
Według danych na rok 2004 gminę zamieszkiwało 5016 osób, 250,8 os./km².